# Annie Denton Cridge
Annie Denton Cridge, née en 1825 à Darlington en Angleterre et morte en 1875 à Riverside en Californie, est une suffragiste, socialiste, conférencière et autrice née au Royaume-Uni.  Elle déménage aux États-Unis vers 1842 pendant l'époque industrielle et victorienne. Cridge est une autrice qui a écrit principalement sur les droits des femmes et le spiritisme. Au milieu du XIXe siècle, le spiritisme était considéré comme le seul groupe religieux qui reconnaissait l'égalité des femmes. Ann Braude, dans son livre, Radical Spirits, définit le spiritisme comme « un nouveau mouvement religieux visant à prouver l'immortalité de l'âme en établissant une communication avec les esprits des morts… Il offrait une alternative à l'ordre religieux établi. Il avait deux attraits pour des milliers d'Américains : la rébellion contre la mort et la rébellion contre l'autorité ».

## Biographie
Annie Denton Cridge naît sous le nom d'Annie Denton, en Angleterre en 1825. Dans les années 1840, elle et son frère William émigrent en Amérique, où elle épouse Alfred Cridge.

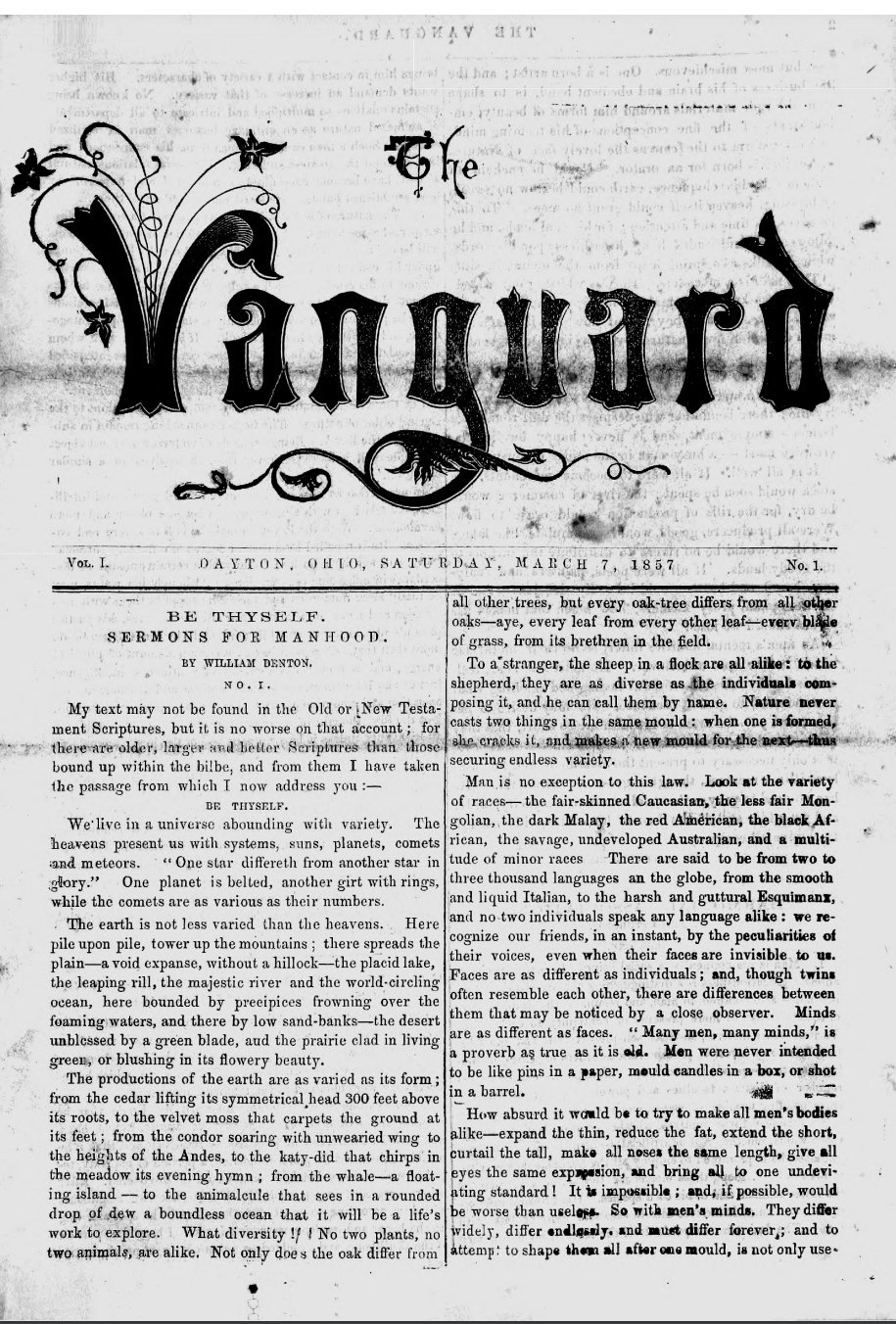
Journal The Vanguard

Annie Denton Cridge et son mari vivent à Dayton, Ohio, et publient un journal appelé The Vanguard . The Vanguard est dédié au « spiritualisme », à la réforme positive et à la littérature progressiste». Il est publié pendant une période dite de « crise de la foi » qui émerge au XIXe siècle en réponse à la rupture avec le romantisme et à l'émergence des développements scientifiques. Annie Denton Cridge connait elle-même une période de crise de foi, qui est marquée par deux incidents au début de sa vingtaine et qui lui font rejoindre les sphères littéraire et politique. Quand Annie Denton Cridge a vingt-deux ans, elle commence une série d'articles autobiographiques intitulée My Soul's Thraldom and Its Deliverance. Une partie de son travail est publiée dans chaque édition de The Vanguard. La série parle de son rejet de l'éducation évangélique en Angleterre qui lui a été donnée par ses  parents. Elle indique que les doctrines méthodistes de ses parents « ont transformé le paradis en enfer ». Au chapitre six de son autobiographie, elle écrit : « La religion ! ne l'appelons pas par ce nom : c'est le démon de la misère. Quoi d'autre pourrait anéantir le rire argentin de la jeunesse, geler les jaillissements de joie et enchaîner l'âme dans la nuit éternelle ! ». Elle lutte pour trouver une vérité spirituelle, fluctuant entre différentes perceptions des pratiques religieuses de l'époque. De plus, un événement change sa vie en 1857, alors qu'elle a vingt-trois ans. Elle donne naissance à un petit garçon, mais il ne survit que quelques mois. Après la mort de son fils, on rapporte que Annie Denton Cridge aurait « vu les esprits de ses propres parents morts au-dessus de son canapé, attendant d'emporter son doux esprit. Elle aurait vu l'esprit de son bébé se retirer de son corps et assumer un corps spirituel, avec l'aide de ses grands-parents [décédés] ».
Au cours des années 1860, les Cridge travaillent comme réformateurs à Washington DC. (Alfred écrit plus tard le livre Proportional Representation including its relationship to initiative and referendum publié en 1904. ). En 1870, elle vivait en Pennsylvanie.
Annie Denton Cridge a un fils qui a survécu, Alfred Denton Cridge, qui a écrit une œuvre de science-fiction : Utopia ; Ou, l'histoire d'une planète éteinte, expliquée psychométriquement (1884), l'un des premiers romans de science-fiction américains.

## Œuvres notables

### Man's Rights; Or, How Would You Like It? Comprising Dreams
Annie Denton Cridge publie Man's Rights; Or, How Would You Like It?, une œuvre de science-fiction utopique et satirique, en 1870. C'est le premier roman utopique féministe connu écrit par une femme .
Le texte présente neuf rêves vécus par une narratrice à la première personne. Dans les sept premiers rêves, elle visite la planète Mars, trouvant une société où les rôles sexuels traditionnels et les stéréotypes sont inversés. Le narrateur est témoin de l'oppression des hommes sur Mars et de leur lutte pour l'égalité. Bien qu'initialement confinés à la maison et strictement contrôlés, ils peuvent commencer à travailler à leur libération après que les progrès technologiques les ont libérés de certaines de leurs corvées domestiques exténuantes. Dans les deux derniers rêves, la narratrice visite un futur États-Unis, gouverné par une femme présidente et avec un équilibre égal d'hommes et de femmes à la Chambre et au Sénat. Les législatrices ont commencé à cesser d'imposer des amendes et d'emprisonner les femmes prostituées, et ce sont maintenant les clients masculins qui sont arrêtés et envoyés dans des maisons de correction. Un grand nombre de femmes se sont lancées dans l'agriculture et la nation a un avenir économique prometteur. La narratrice conclut en se demandant si ce rêve ne serait pas, après tout, une prophétie ?

### Autres œuvres notables
Annie Denton Cridge a également écrit un roman pour enfants, intitulé The Crumb-Basket (1868). Ce livre contient des dizaines d'histoires courtes, de seulement quelques pages chacune, dans lesquelles elle discute de la science, de la religion et du féminisme à un niveau très basique. Elle écrit en tant que narratrice à la première personne, interrogeant les enfants sur les droits des femmes, les droits des enfants et le spiritisme. L'une de ses histoires, intitulée To My Boy Friends, s'adresse aux jeunes garçons. Elle leur demande : 
Vous avez probablement entendu parler des droits des femmes. D'abord, pensez à votre joyeuse sœur et cousine, Lizzie ou Emma, avec leurs yeux brillants et leurs voix musicales ; et puis dites-moi si vous ne voudriez pas qu'elles soient aussi heureuses et aussi libres que vous l'êtes quand vous êtes des hommes et elles des femmes. Ne pensez-vous pas qu'elles doivent être éduquées aussi bien que vous ? Gagner autant d'argent et avoir le droit de l'utiliser comme si c'était le leur ? Ne pensez-vous pas qu'elles devraient aider à faire les lois par lesquelles elles doivent être gouvernés, ou à dire qui ira au Congrès, autant que les hommes ?
Cridge a également écrit des non-fictions autobiographiques, telles que My Soul's Thraldom and Its Deliverance (1856), et d'autres pièces en série, telles que Laws of Friendship, A Story from Real Life et des nécrologies sur la mort de son fils. Nombre de ses articles peuvent être lus dans les numéros archivés de Vanguard trouvés à l'Association Internationale pour la Préservation des Périodiques Spiritualistes et Occultes.

## Analyse littéraire

### Éléments littéraires
Dans l'esprit de l'ère victorienne, deux éléments littéraires que Annie Denton Cridge utilise dans son travail sont le réalisme psychologique et le courant de conscience. Elle écrit à travers le courant de conscience dans Man's Rights; Or, How Would You Like It? en écrivant une série de rêves dans un récit à la première personne, interrompue par ses propres pensées dans le rêve, et discute également de son écriture littérale du rêve en dehors du récit. Par exemple, après avoir inscrit son rêve, elle écrit : « Je me suis réveillée : ce n'était qu'un rêve. Mon mari se tenait à mon chevet. « Annie, Annie ! » il a dit. « Réveille-toi Annie ! Ta nouvelle fille n'est bonne à rien. Vous devrez vous lever et vous occuper d'elle, sinon je ne prendrai pas de petit déjeuner. . . . Je me levai : et, pendant que mon mari prenait son petit-déjeuner, je réfléchissais à mon étrange rêve ». Elle relaie ses histoires par des moyens réalistes plutôt que romantiques. Ses perceptions sensorielles, ses pensées conscientes et inconscientes s'entremêlent, ininterrompues par une narration forcée. De plus, Annie Denton Cridge se concentre sur les motivations et les pensées internes des personnages de Man's Rights; Or, How Would You Like It? et The Crumb-Basket. Le réalisme psychologique est donc découvert dans sa méthode de narration.
Annie Denton Cridge pratique une écriture ancrée dans la culture moderne de l'époque et se positionne comme écrivaine-créatrice-critique. TS Elliot écrivait que l'écriture créative devait être consciente de la culture actuelle. Toute la fiction et la non-fiction de Annie Denton Cridge débattent des problèmes les plus actuels de l'époque, la poussant vers le moderne loin du romantisme. De plus, une des qualités de l'écriture de Virginia Woolf est utilisée par Cridge, écrivaine-créatrice en tant que critique. Alors que Annie Denton Cridge  raconte des histoires pour enfants qui sont fictives, chaque histoire a un message politique intégré dans son langage narratif. Elle fait appel aux enfants, leur demandant ce qu'ils pensent de l'inégalité entre les hommes et les femmes, et critique les stéréotypes de genre traditionnels de la domesticité et de la fragilité féminines et de l'oppression masculine des émotions. Dans l'une de ses histoires, elle dit aux femmes de « s'ébattre, crier et danser joyeusement ; vous avez deux cent neuf muscles qui doivent être exercés. Courez, et criez aussi ; car vos poumons ont besoin d'une haleine pleine et d'air pur, autant que les fleurs ont besoin de rosée et de soleil » fusionnant les thèmes des droits des femmes avec un langage descriptif.

### Préceptes littéraires
Les œuvres d'Annie Denton Cridge peuvent être classées de manière critique avec l'écriture féministe avant et après son époque. Annie Denton Cridge partage des similitudes avec Christine de Pizan, une écrivaine créative médiévale qui a écrit une histoire utopique, Le Livre de la Cité des Dames. Elle a écrit en tant qu'écrivaine créative et en tant que critique, a utilisé la satire et a entrelacé la croyance religieuse dans son travail. Pizan et Annie Denton Cridge ont toutes deux rejoint une communauté littéraire dominée par les hommes avant leur temps et ont contribué à la littérature utopique féminine. Lee Cullen Khanna, une critique féministe des utopies, a écrit que « les utopies peuvent avoir un effet spirituel ou religieux » car elles symbolisent une société changée. Les utopies des femmes « reflètent souvent ce qui manquait aux femmes et ce que les femmes voulaient au moment où les livres ont été publiés ». Dans leurs sociétés utopiques, les femmes se concentrent généralement sur les caractéristiques intangibles de l'existence humaine, telles que la famille, la sexualité et le mariage.
Annie Denton Cridge écrit dans une phase dite « féminine » entre 1790 et 1880. Caractéristique des écrivaines féministes de l'époque, elle peut être comparée à des écrivaines telles qu'Ann Radcliffe, Mary Shelley et Jane Austen en tant que romancières. Cependant, son écriture est transitoire, traversant les phases féministes et féminines. Elle est une pionnière moins progressiste que Mina Loy et son Manifeste féministe entre 1880 et 1930. Leur  principale était axée sur la réforme du mariage. Loy écrit: « La valeur de l'homme est entièrement évaluée en fonction de son utilisation ou de son intérêt pour la communauté, la valeur de la femme dépend entièrement du hasard, de son succès ou de son succès à manœuvrer un homme pour qu'il assume sa responsabilité à vie. ». De même, Annie Denton Cridge écrit sur les femmes dégradées dont la seule « affaire est de se marier », et dans sa satire Men's Rights, dans laquelle les rôles victoriens des hommes et des femmes sont inversés, un père dit à son fils que tout ce qu'il a à faire est « d'apprendre à sois une bonne ménagère, car tu te marieras un jour et tu auras à t'occuper de tes enfants. » Annie Denton Cridge se demande « pourquoi sont-ils dans cet état pitoyable ? », présentant sa position sur le mariage à travers la fiction plutôt que la critique. De plus, Annie Denton Cridge est une précurseure de Virginia Woolf de la phase féminine, de 1930 à aujourd'hui, car Virginia Woolf pensait que l'écriture masculine et féminine était intrinsèquement différente. Annie Denton Cridge écrit de la fiction « féminine » plutôt que du journalisme « masculin », et  explore la vie domestique, le mariage et le célibat pour les femmes par rapport aux hommes - en gros à peu près aussi les centres d'intérêt de la critique de Virginia Woolf. En outre, Annie Denton Cridge et Virginia Woolf écrivent toutes deux en tant qu'écrivaines-créatrices-critiques et utilisent la technique du flux de conscience.